# Idioma luthigh
El idioma luthigh (Lɔ:tiga; pronunciado como [lud̪iɣ]) es una lengua extinta de la familia [ pamana], anteriormente hablada en la Península de York del Cabo de Queensland, Australia, por la tribu australiana del mismo nombre. Es desconocido cuándo se haya extinto. Constituye una sola lengua con el Mpalitjanh. 

## Fonología

### Fonemas consonánticos
| Periférico   | Periférico | Laminal | Laminal | Apical   | Glottal |   |
| Bilabial     | Velar      | Palatal | Dental  | Alveolar | Glottal |   |
| ------------ | ---------- | ------- | ------- | -------- | ------- | - |
| Plosive      | p          | k       | c       | t̪        | t       | ʔ |
| Fricatives   | β          | ɣ       | ð       |          |         |   |
| Nasal        | m          | ŋ       | ɲ       | n̪        | n       |   |
| Vibrante     | r          |         |         |          |         |   |
| Approximants | w          | w       | j       | l        |         |   |

### Fonemas vocálicos
| Frente | Atrás |    |
| ------ | ----- | -- |
| Alto   | i     | u  |
| Abajo  | æ     | Un |